# 第58屆威尼斯影展
第58屆威尼斯影展（義大利語：58ª Mostra internazionale d'arte cinematografica di Venezia），於2001年8月29日至9月8日於義大利威尼斯舉辦，評審團主席則由義大利導演南尼·莫瑞提擔任。

## 評審團
- 南尼·莫瑞提：導演。(評審團主席[3])
- 艾米塔·葛旭（英语：Amitav Ghosh）：作家。
- 傑齊·史柯里莫斯基：導演。
- 泰勒·哈克佛：導演。
- 珍妮·巴利巴赫（法语：Jeanne Balibar）：演員。
- 茜茜莉亞·羅夫（英语：Cecilia Roth）：演員。
- 薇貝克·溫德洛夫（法语：Vibeke Windeløv）：製片。

## 官方單元

### 正式競賽
| 片名                 | 原文片名                   | 導演              | 製作國                                    |
| -------------------- | -------------------------- | ----------------- | ----------------------------------------- |
| 《血濺艷陽天》       | Abril Despedaçado          | 華特·薩勒斯       | 巴西、 法國、 瑞士                        |
| 《血、性、少年》     | Bully                      | 賴瑞·克拉克       | 美国                                      |
| 《一個刑訊者的下午》 | După-amiaza unui torționar | 路西安·品特萊     | 羅馬尼亞                                  |
| 《觸動心弦》         | עדן                        | 阿莫斯·吉泰       | 義大利、 以色列、 法國                    |
| 《香港有個荷里活》   | 《香港有個荷里活》         | 陳果              | 中國香港、 法國、 英国、 日本             |
| 《哈利變成樹》       | How Harry Became a Tree    | 高蘭·帕斯卡耶維奇 | 義大利、 法國、 英国、 爱尔兰             |
| 《狗日子》           | Hundstage                  | 伍瑞克·賽德爾     | 奥地利                                    |
| 《遙遠》             | Loin                       | 安德烈·泰希內     | 法國                                      |
| 《雨季的婚禮》       | मानसून वैडिंग                   | 米拉·奈兒         | 印度、 美国、 法國、 義大利、 德国、 英国 |
| 《穿過你眼神的愛》   | Luce dei miei occhi        | 朱賽裴·畢奇奧尼   | 義大利                                    |
| 《紅月亮》           | Luna rossa                 | 安東尼奧·卡布阿諾 | 義大利                                    |
| 《鐵路悲歌》         | The Navigators             | 肯·洛區           | 英国、 德国、 西班牙                      |
| 《神鬼第六感》       | The Others                 | 亞歷山卓·亞曼納巴 | 西班牙、 美国、 法國、 義大利             |
| 《你是誰》           | Quem És Tu?                | 朱奧·伯特侯       | 葡萄牙                                    |
| 《秘密投票》         | رأی مخفی                   | 巴巴克·帕亞米     | 伊朗、 義大利、 加拿大、 瑞士             |
| 《狂野天真》         | Sauvage Innocence          | 菲利普·卡黑       | 法國                                      |
| 《不明收件人》       | 수취인불명                 | 金基德            |                                           |
| 《愛的勝利》         | The Triumph of Love        | 克萊兒·佩普羅     | 英国                                      |
| 《夢醒人生》         | Waking Life                | 李察·林克雷特     | 美国                                      |
| 《你他媽的也是》     | Y Tu Mamá También          | 艾方索·柯朗       | 墨西哥                                    |

## 得獎名單

### 正式競賽單元
- 金獅獎：《雨季的婚禮（英语：Monsoon Wedding）》 - 米拉·奈兒
- 最佳導演銀獅獎：巴巴克·帕亞米（英语：Babak Payami） - 《秘密投票（英语：Secret Ballot (film)）》
- 評審團特別獎：《狗日子（德语：Hundstage (2001)）》 - 伍瑞克·賽德爾
- 最佳男演員獎：路奇洛·卡西歐（義大利語：Luigi Lo Cascio） - 《穿過你眼神的愛》
- 最佳女演員獎：珊卓·希凱蕾麗（英语：Sandra Ceccarelli） - 《穿過你眼神的愛》
- 金奧薩拉最佳劇本獎：彼得·摩根 - 《黛妃與女皇》
- 最佳新演員獎：蓋爾·賈西亞·貝納、狄亞哥·盧納 - 《你他媽的也是》

### 會外獎項
- 費比西國際影評人獎：《狂野天真（法语：Sauvage Innocence）》 - 菲利普·卡黑